# If You Were Still Around
„If You Were Still Around“ je píseň velšského hudebníka a hudebního skladatele Johna Calea. Spolu s Calem se na ní autorsky podílel Sam Shepard. Poprvé vyšla v roce 1982 na Caleově albu Music for a New Society. Dne 27. října 2014, rok po smrti Caleova spoluhráče ze skupiny The Velvet Underground, kytaristy a zpěváka Lou Reeda, Cale představil novou verzi této písně. Byl k ní natočen také videoklip, jehož režisérkou byla Abigail Portner. Na počátku videa Cale leží na podlaze v poloze plodu a později si prohlíží fotografie Reeda, ale i dalších hudebníků. Nová verze písně se od té původní výrazně liší; původní měla výrazné aranžmá pro varhany, zatímco nová obsahuje modernější zvuky kytar a rytmů. Videoklip byl natočen v pittsburském muzeu Andyho Warhola.